# Į
Cette page contient des caractères spéciaux ou non latins. S’ils s’affichent mal (▯, ?, etc.), consultez la page d’aide Unicode.
Į (minuscule : į), ou I ogonek, est un graphème utilisé dans l’écriture de langues d’Afrique comme le kpèllè de Guinée, d’Amérique du Nord comme l’apache occidental, le chipewyan, le chiricahua, le creek, le gwich’in, le hän, le kaska, le mescalero, le navajo, l’otomi de la sierra, le sekani, le tagish, le tlingit, le tutchone du Nord, le tutchone du Sud, le winnebago, le zapotèque de la Sierra de Juárez, d’Amérique du Sud comme l’inapari, d’Europe comme le dalécarlien, le lituanien, d’Océanie comme le dadibi.
Il s’agit de la lettre I diacritée d’un ogonek.

## Utilisation
Le I ogonek représente généralement la voyelle fermée antérieure non arrondie nasalisée, /ĩ/.

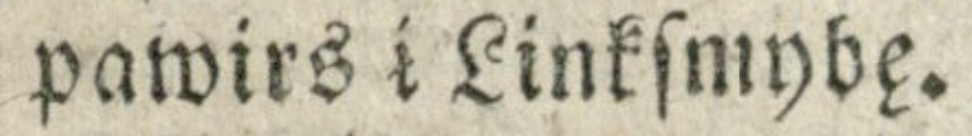
I ogonek lituanien dans un caractère gothique avec la forme archaïque de i barre oblique.

En lituanien, Į est la 14e lettre de l’alphabet, située entre I et Y. Cette lettre représentait une voyelle nasale, mais aujourd’hui elle se prononce /iː/, soit de la même manière que ‹ y ›.
En Guinée, la traduction kpèllé de la Bible de l’Alliance biblique en Guinée, Yálá laawoo hɛɓɛ, utilise le i ogonek ‹ į ›.

## Représentations informatiques
Le I ogonek peut être représenté avec les caractères Unicode suivants
- précomposé (latin étendu A) :

| forme     | représentation | chaîne de caractères | point de code | description                      |
| --------- | -------------- | -------------------- | ------------- | -------------------------------- |
| capitale  | Į              | Į                    | U+012E        | lettre majuscule latine i ogonek |
| minuscule | į              | į                    | U+012F        | lettre minuscule latine i ogonek |

- décomposé (latin de base, diacritiques) :

| forme     | représentation | chaîne de caractères | point de code | description                                  |
| --------- | -------------- | -------------------- | ------------- | -------------------------------------------- |
| capitale  | Į              | I◌̨                   | U+0049 U+0328 | lettre majuscule latine i diacritique ogonek |
| minuscule | į              | i◌̨                   | U+0069 U+0328 | lettre minuscule latine i diacritique ogonek |

Des anciens codages permettent aussi de représenter le I ogonek :
- ISO/CEI 8859-4, 10 :
  - capitale Į : C7
  - minuscule į : E7
- ISO/CEI 8859-13 :
  - capitale Į : C1
  - minuscule į : E1